# Ricardo Salgado
Ricardo Espírito Santo Salgado (Cascais – Portugal, 25 juin 1944) est un économiste et banquier portugais. Président du Groupe Espírito Santo, il était, jusque juillet 2014, le plus ancien banquier en activité au Portugal. Il descend du fondateur de la Banco Espírito Santo, créée à la fin du XIXe siècle, José Maria do Espírito Santo Silva (pt).
Il a été arrêté le 24 juillet 2014, puis relâché contre le versement d'une caution d'un montant de 3 millions d'euros. Il a été mis en examen pour fraude, abus de confiance, falsification et blanchiment de capitaux.

## Éducation
Arrière-petit-fils de José Maria Espírito Santo Silva, fondateur de la banque portugaise Espírito Santo, et petit-fils par sa mère du banquier Ricardo Ribeiro Espírito Santo Silva, Ricardo Salgado passe les premières années de sa vie à Lisbonne. Il vit dans le quartier de Lapa, où il étudie dans une école primaire publique puis au lycée Pedro Nunes.
En 1969, il obtient une maîtrise en économie à l’Institut supérieur des sciences économiques et financières (aujourd’hui ISEG) de l’Université technique de Lisbonne. Il fait ensuite son service militaire dans la Marine de guerre portugaise en suivant le cours de formation des officiers de la réserve navale avant de rejoindre la banque Banco Espírito Santo Comercial de Lisbonne en 1972.

## Carrière
Au sein de Banco Espírito Santo Comercial, il devient directeur en 1972 du cabinet des études économiques puis du département du crédit jusqu’en 1975, date à laquelle la banque est nationalisée.  
Il part pour l’étranger où il participe à la reconstruction du groupe Espírito Santo, avec l'appui et l'investissement du Crédit Agricole français, d’abord  à partir du Brésil (1976-1982) puis en Suisse (1982-1991), d'où il revient pour investir au Portugal. Il commence par créer la banque Banco Internacional de Crédito en 1986 alors que la Constitution de la République portugaise n’autorisait pas encore les reprivatisations. Plus tard, cette banque est absorbée par Banco Espírito Santo.
En 1991, après la reprivatisation, Ricardo Salgado devient président exécutif de Banco Espírito Santo et initie un parcours marqué par l'augmentation de la part de marché, qui passe de 8 à 20 %, et par l’internationalisation du BES. En 2002, il est nommé au Supervisory Board de l’Euronext NV (Amsterdam) et en 2006, il participe à la fusion de l’Euronext et du New York Stock Exchange (NYSE), en intégrant son conseil en tant que membre non exécutif jusqu’en 2011. Il a été administrateur non exécutif de la banque Banco Bradesco (Brésil) de 2003 à 2012.  
Il est président du directoire et vice-président du conseil d’administration de Banco Espírito Santo. Il est également membre du conseil supérieur du groupe Espírito Santo. Il cumule ces fonctions avec celles de président du conseil d’administration d’Espírito Santo Financial Group (dont le siège est situé au Luxembourg) et de Banco Espírito Santo de Investimento (BESI). Il est également administrateur d’Espírito Santo Bank of Florida (États-Unis), d’E. S. International Holding (Luxembourg), d’Espírito Santo Resources (Bahamas), de la Banque Privée Espírito Santo (Suisse) et de la Banque Espírito Santo et de la Vénétie (France).
Guide du processus d’internationalisation du BES, Ricardo Salgado a misé sur le triangle stratégique Afrique-Brésil-Espagne.
À l'heure actuelle[Quand ?], le secteur international représente la moitié des bénéfices de la banque. En 2012, la banque dirigée par Ricardo Salgado a été la seule des trois principales banques privées portugaises à augmenter son capital en faisant uniquement appel aux actionnaires et au marché des capitaux, sans toucher à l’argent des contribuables. En janvier 2013, BES a été la seule banque portugaise à gérer l’opération marquant le retour du Portugal sur les marchés depuis que le pays est sous la tutelle de la Troïka.
En juin 2014, le BES a réalisé une opération d'augmentation de capital considérée par Ricardo Salgado comme étant la plus réussie depuis la privatisation de la banque en 1992. Toutefois, le mois suivant, Salgado a été exclu de la direction du BES et remplacé par Vitor Bento à la suite de révélations d'irrégularités dans les comptes qui seront ultérieurement confirmées comme étant des conséquences de la « gestion ruineuse » pratiquée par Salgado.
En juillet 2020, le Ministère public annonce la mise en examen de Ricardo Salgado pour avoir formé une association criminelle frauduleuse alors qu'il était à la tête du Grupo Espírito Santo. Cette structure lui a permis d'effectuer des paiements occultes et de détourner plusieurs centaines de milliers d'euros, dépouillant le BES de plus d'un milliard d'euros.
Le 7 mars 2022, 3 crimes d'abus de confiance ont été avérés, pour lesquels Ricardo Salgado a été condamné à 6 ans de prison (peine effective).

## Distinctions
Nommé Économiste de l’année par l’Association portugaise des économistes (1992) et Personnalité de l’année par la Chambre portugaise du commerce du Brésil (2001). Décoré de l’Ordre national du Mérite (1994) et de l’Ordre national de la Légion d’honneur (2005) en France. Nommé Grand-officier de l’Ordre national de Cruzeiro do Sul (1998) au Brésil.
Décoré Commander's Cross Order of Merit de la République de Hongrie (2012), et récompensé dans la catégorie Lifetime achivement en marchés financiers aux Investor Relations and Governance Awards 2012, une initiative de Deloitte qui récompense les meilleures pratiques dans le secteur des entreprises.
Docteur Honoris Causa de l’Université technique de Lisbonne (juillet 2013) pour services prêtés à l'économie, à la culture, à la science et à l'université.  